# Ferkelskunk
Der Ferkelskunk (Conepatus leuconotus) ist eine von vier Arten der Weißrüsselskunks innerhalb der als „Stinktiere“ bekannten Skunks. Er ist vom Süden der Vereinigten Staaten bis nach Mittelamerika verbreitet. Wie die meisten Skunks ist auch der Ferkelskunk ein Allesfresser, er ernährt sich jedoch zu einem sehr großen Anteil von Insekten und Insektenlarven.
Aufgrund des relativ großen Verbreitungsgebietes sowie der Anpassungsfähigkeit an unterschiedliche Lebensräume wird der Ferkelskunk von der International Union for Conservation of Nature and Natural Resources (IUCN) als nicht gefährdet („least concern“) eingestuft. In Teilen seines Verbreitungsgebietes kommt es jedoch aufgrund von Lebensraumveränderungen und der Konkurrenz mit Wildschweinen und Streifenskunks zu deutlichen Bestandsrückgängen.

## Merkmale

### Allgemeine Merkmale
Der Ferkelskunk erreicht eine Kopf-Rumpf-Länge von etwa 34 bis 51 und eine Schwanzlänge von 12 bis 41 Zentimetern, wobei die Weibchen etwa 10 Prozent kleiner sind als die Männchen. Das Gewicht liegt zwischen 1,1 und 4,5 Kilogramm. Damit ist der Ferkelskunk etwa gleich groß wie oder etwas größer als der Streifenskunk (Mephitis mephitis). Der Körper ist massig und schwerer gebaut als der anderer Skunk-Arten, der Schwanz in der Relation zum Körper vergleichsweise kurz.
Von anderen Skunk-Arten kann der Ferkelskunk vor allem durch seine Fellfarbe unterschieden werden. Es ist schwarz mit einem einzelnen breiten weißen Streifen, der sich vom Kopf über die Schultern und den Rücken bis über den Schwanz zieht. Der Streifen beginnt mit einem keilförmigen Fleck auf dem Kopf und verbreitert sich nahe der Schultern auf etwa die halbe Rückenbreite. Von dort aus kann er sich weiter verbreitern und fast den gesamten Rücken einnehmen, er kann jedoch auf Rücken und Rumpf auch schmaler werden oder teilweise ganz fehlen. Im Nordwesten des Verbreitungsgebietes sind die Tiere häufig durch einen fast vollständigen weißen Rücken gekennzeichnet. Der Schwanz ist oben fast vollständig weiß, kann unten jedoch am Ansatz noch schwarze Anteile besitzen. Diese Färbung, bestehend aus einer schwarzen Grundfärbung mit einem einzigen breiten Streifen auf dem Rücken ist einzigartig unter den Skunks. Ferkelskunks sind zudem die einzigen Skunks ohne einen weißen Fleck oder Streifen zwischen den Augen, das Gesicht ist entsprechend vollständig schwarz. Die Schnauze ist vergleichsweise lang und der Nasenspiegel ist mit einer Breite von etwa 2 und einer Länge von 2 bis zu 6 Zentimeter relativ groß; beim Streifenskunk ist er etwa ein Drittel so breit. Er ist unbehaart und die Nase ähnelt in ihrer Form der eines kleinen Schweines, was zu der deutschen Namensgebung „Ferkelskunk“ sowie der englischsprachigen Benennung „hog-nosed skunk“ führte. Die Augen sind klein, die Ohren abgerundet und mit einer Länge von 0,8 bis 3,6 Zentimetern ebenfalls klein ausgebildet. Die Beine sind kurz und stämmig und enden in einem plantigraden Fuß, der die Ferkelskunks wie alle Skunks als Sohlengänger kennzeichnet. Die Hinterfüße mit einer Länge von  2,2 bis 9 Zentimetern sind breit und groß, die Sohle ist etwa bis zur Hälfte des Fußes unbehaart. Die Vorderfüße sind mit vergleichsweise langen Krallen versehen, die den Tieren das Graben und Klettern ermöglichen.
Wie andere Skunks besitzt auch der Ferkelskunk gut ausgebildete Stinkdrüsen, die unterhalb der Schwanzbasis nahe dem Anus liegen. Sie enthalten ein übelriechendes Sekret, das zur Abwehr benutzt wird. Die Hauptbestandteile des Wehrsekrets sind 2-Buten-1-thiol (ein Thiol) und (E)-2-Butenylthioacetat (ein Thiolester). Hinzu kommen Phenyl-Methanthiol, 2-Methylchinolin, 2-Chinolin-Methanthiol und bis-(E)-2-Butenyl-Disulfid als Nebenbestandteile.

### Schädel- und Skelettmerkmale
| 3 | · | 1 | · | 2 | · | 1 | = 32 |
| 3 | · | 1 | · | 3 | · | 2 | = 32 |

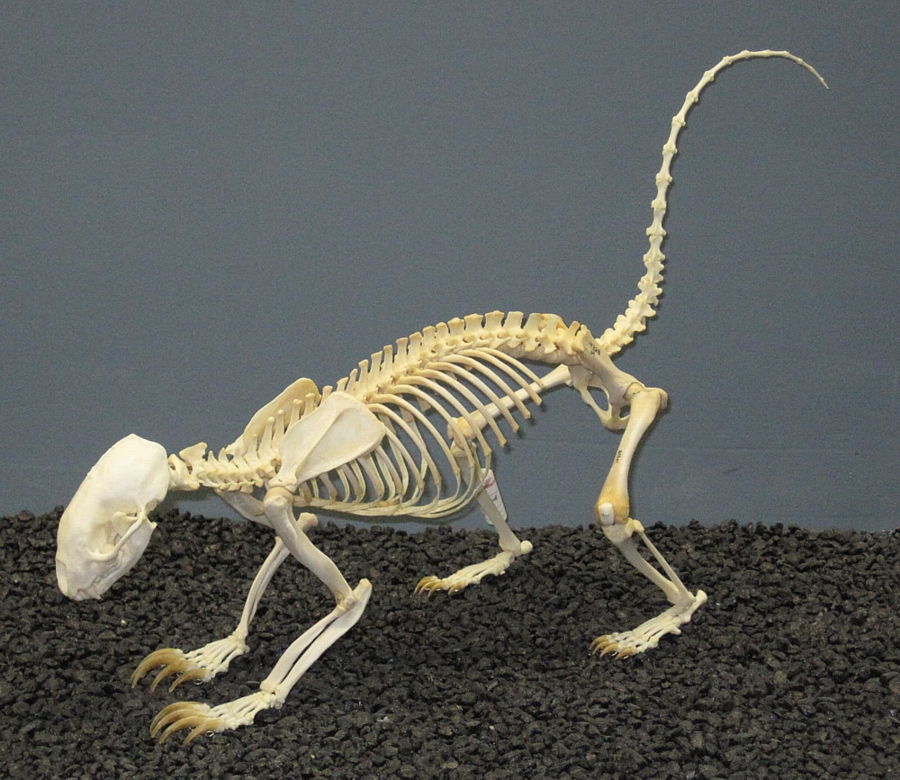
Skelett eines Ferkelskunks

Der Schädel des Ferkelskunks ist allgemein flach, aber etwas höher als bei verwandten Arten, besonders im Bereich der Schläfenbeine (Ossa temporalia). Er hat eine Basallänge von 58 bis 85, durchschnittlich 73 Millimetern und eine maximale Breite im Bereich der Jochbögen von 36 bis 57, durchschnittlich 43 Millimetern. Er besitzt sehr groß ausgeschnittene Nasenlöcher, die Zwischenkieferknochen (Praemaxillare) sind auf einen schmalen und gebogenen Stab reduziert. Der knöcherne Gaumen endet hinter den oberen Backenzähnen. Die Nasenbeine und die Oberkieferknochen enden auf der gleichen Höhe und die postorbitale Einschnürung, eine Einschnürung hinter den Augen, ist nur schwach ausgebildet. Die Paukenblase ist nicht abgeflacht.
Die Zahnreihe im Oberkiefer ist 19 bis 27, durchschnittlich 23 Millimeter lang. Der Skunk besitzt drei Schneidezähne (Incisivi), einen Eckzahn (Caninus), zwei Vorbackenzähne (Praemolares) und einen Backenzähne (Molares) in einer Oberkieferhälfte und drei Schneidezähne, einen Eckzahn, drei Vorbackenzähne und zwei Backenzähne in einer Unterkieferhälfte. Insgesamt besitzen die Tiere somit 32 Zähne.

### Genetik
Der Ferkelskunk hat einen einfachen Chromosomensatz (n) von 23 und einen diploiden Chromosomensatz von 2n = 46, er besitzt also insgesamt 46 Chromosomen in jeder Zelle. Dabei sind 38 Chromosomen metazentrisch oder submetazentrisch und 6 Chromosomen akrozentrisch. Das X-Chromosom ist metazentrisch, das Y-Chromosom subtelozentrisch und sehr klein, es enthält viel verdichtetes Chromatin (Heterochromatin). Die C-Banden, die sich durch die Färbung der Chromosomen ergeben, liegen im Bereich der Centromere, bei den Chromosomen 16, 19 und dem Y-Chromosom existieren allerdings große pericentromere C-Banden.
Für die mitochondriale DNA sowie dem Cytochrom-b-Bereich der Kern-DNA liegen Sequenzdaten vor, die für phylogenetische Analysen benutzt wurden und die Position des Ferkelskunks innerhalb der Skunks sowie die Monophylie der Skunks als Taxon belegen. Innerhalb der Art wurde über den Vergleich der bekannten Kern-DNA-Sequenzen eine genetische Divergenz der östlichen zu den westlichen Populationen des Ferkelskunks von 0,98 Prozent festgestellt.

## Verbreitung

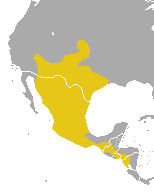
Verbreitungsgebiet (gelb) des Ferkelskunks

Das Verbreitungsgebiet des Ferkelskunks zieht sich von den südlichen Vereinigten Staaten über Mexiko bis nach Mittelamerika hin, wo er in Honduras, Guatemala und Costa Rica bis in das nördliche Nicaragua vorkommt. In den Vereinigten Staaten wurde die Art in den Bundesstaaten Colorado, Oklahoma, Texas, Arizona und New Mexico dokumentiert, in Mexiko in Zacatecas, Sinaloa, Sonora, Oaxaca, Coahuila, Colima, Veracruz und Michoacán. Innerhalb der Gattung der Weißrüsselskunks hat der Ferkelskunk damit das am weitesten im Norden liegende Verbreitungsgebiet und er ist die einzige Art, die in Mittelamerika und in den Vereinigten Staaten vorkommt.
Die Art kommt in zahlreichen Lebensräumen vor, darunter in steinigen Trocken- und Berggebieten, Grasland, Canyons und Flussbetten, tropischen Bereichen und Küstengebieten. Sie fehlt in Wüstengebieten sowie im tropischen Regenwald. Vor allem in Mexiko wurde die Art in unterschiedlichsten Lebensräumen nachgewiesen, von Trockengebieten in nördlichen und östlichen Zacatecas bis hin zu tropischen Regionen, Bergwäldern und Küstenstreifen in San Luis Potosi, Akazienwäldern in Veracruz, Dornwäldern und Flussufern in Tamaulipas sowie Kiefer-Eichen-Wäldern in den San Carlos Mountains. Auch in Texas variieren die Lebensräume; die Tiere kommen in Buschland und natürlichem Grasland, das zum großen Teil zur Viehzucht genutzt wird, im Kleberg County sowie in dornbusch- und kakteendominierten Regionen im Süden von Texas vor. Die Höhenverbreitung kann bis etwa 2750 Meter in den Graham Mountains oder bis 3050 Meter in Mexiko reichen.

## Lebensweise
Ferkelskunks leben als Einzelgänger, nur die Weibchen bleiben bis zum Spätsommer mit den Jungtieren zusammen. Sie sind nachtaktiv, besonders im Winter gehen sie jedoch auch tagsüber in warmen Tageszeiten auf Nahrungssuche. Die heißen Tage verbringen Ferkelskunks in unterirdisch angelegten Bauten, unter Gebüschen oder in Steinspalten. Ihre Brutbauten legen sie in hohlen Baumstämmen und Baumwurzeln, in Hohlräumen unter großen Felsen und in Steinhaufen an. Sie können jedoch auch in Höhlen, Minen oder in Nestern von Baumratten vorkommen. Dabei nutzen die Tiere sowohl verlassene Bauten anderer Tiere wie auch selbst angelegte.
Innerhalb des Verbreitungsgebietes kommt der Ferkelskunk in weiten Teilen sympatrisch mit drei weiteren Skunk-Arten vor, dem Streifenskunk (Mephitis mephitis), dem Haubenskunk (Mephitis macroura) und regional dem Westlichen Fleckenskunk (Spilogale gracilis) oder dem Östlichen Fleckenskunk (Spilogale putorius). Diese Arten nutzen häufig die gleichen Bauten und andere Ressourcen, unterscheiden sich jedoch beispielsweise in der Nahrungszusammensetzung.
Bei Bedrohung versucht der Ferkelskunk zu fliehen und sich zu verstecken. Dabei kann er auch die Offensive ergreifen und auf seinen Hinterbeinen stehend drohend einige Schritte auf den Angreifer zugehen. Bleibt das erfolglos, lässt er sich abrupt wieder auf seine Vorderbeine fallen und stößt einen lauten Zischlaut als Warnung aus. Danach zieht er seine Hinterbeine unter den Körper, wirft Dreck in Richtung des Angreifers, zeigt seine Zähne und tritt hart mit den Vorderbeinen auf den Boden. Dabei hebt er seinen Schwanz und legt ihn flach auf seinen Rücken. Wird er nun angegriffen, beißt er zu und besprüht den Angreifer mit dem stark übelriechenden Wehrsekret aus seinen Analdrüsen. Dieses kann er sowohl in einem gezielten Strahl als auch als Nebel versprühen, abhängig von der Position und Größe des Gegners. Bei der Flucht sucht der Skunk Deckung und zieht sich in dorniges Kakteengestrüpp zurück, zudem kann er auf Bäume klettern, um potenziellen Angreifern zu entkommen.

### Ernährung
Ferkelskunks ernähren sich insbesondere von Insekten, wobei deren Anteil an der Nahrung bei dieser Art höher ist als bei allen anderen Arten der Skunks. Sie finden ihre Beutetiere, indem sie mit der Schnauze und den Vorderfüßen im Boden vor allem nach Larven graben. Als opportunistische Allesfresser können sich die Tiere jedoch mit wechselnden Anteilen von Früchten und anderen Pflanzenteilen oder kleinen Wirbeltieren ernähren, wenn nicht ausreichend Insekten vorhanden sind. Wasser nehmen die Skunks in der Regel über die Nahrung auf, insbesondere in Texas und Mexiko wurden Ferkelskunks nur sehr selten beim Trinken beobachtet.

### Fortpflanzung
Die Paarungszeit des Ferkelskunks reicht vom späten Februar bis März, Ende März sind die meisten Weibchen trächtig. Die Tragzeit dauert etwa 60 Tage, so dass die Jungtiere im April bis Mai geboren werden. In Einzelfällen kann die Tragzeit variieren, so ist ein in Gefangenschaft gehaltenes Weibchen mit einer Tragzeit von mehr als 70 Tagen bekannt. Die Würfe bestehen aus einem bis fünf Jungtieren, in der Regel bringen die Weibchen zwei bis vier Jungtiere zur Welt. Die Weibchen besitzen für die Fütterung drei Zitzenpaare.
Heranwachsende Jungtiere wurden von Juli bis Mitte August außerhalb des Baus beobachtet. Ab Ende August beginnen sie, sich zu verteilen. Das maximale Alter von Ferkelskunks in der Wildnis beträgt nicht mehr als drei bis vier Jahre, in Gefangenschaft können sie dagegen mehr als 14 Jahre alt werden.

### Fressfeinde und Parasiten

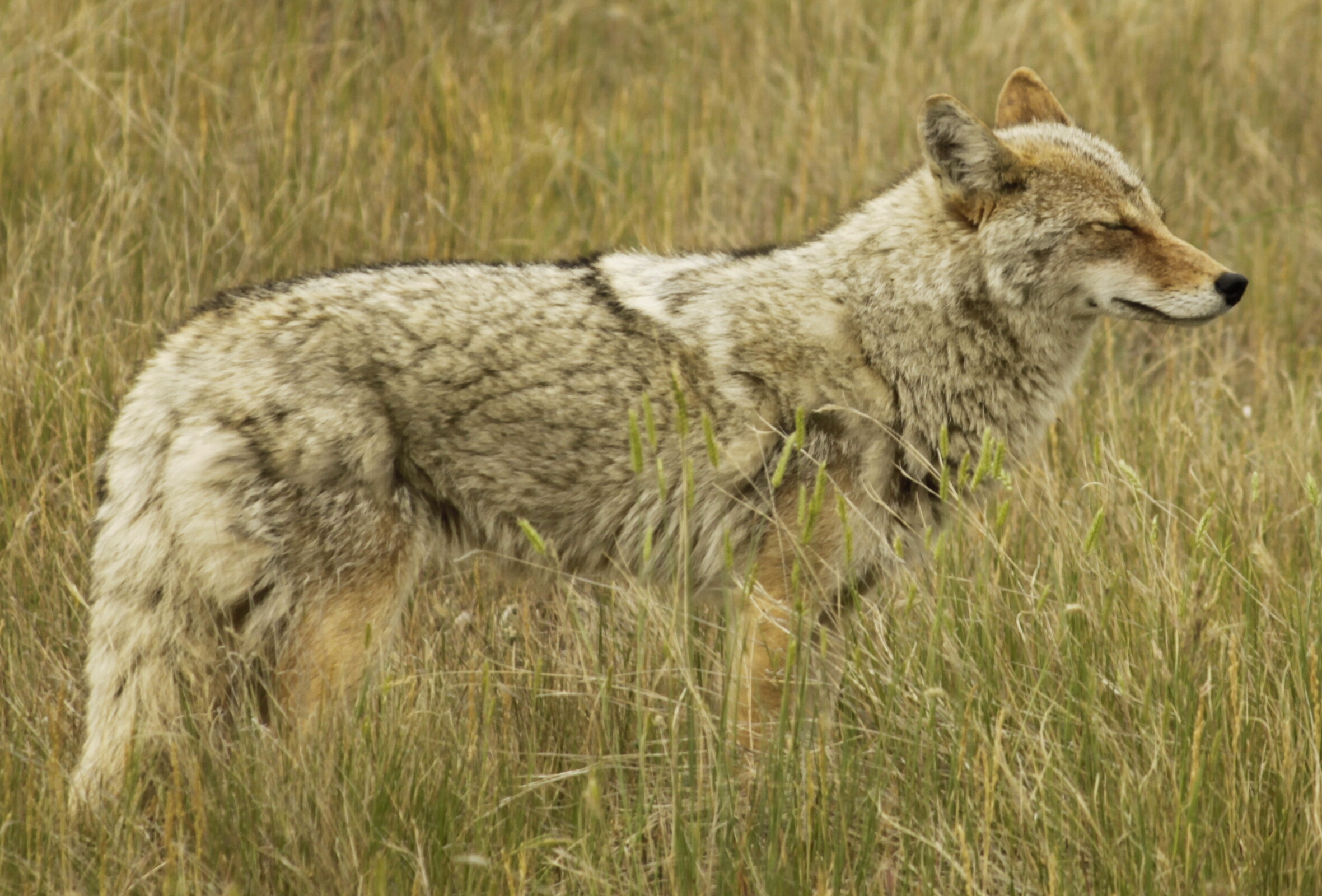
Der Kojote gehört zu den Hauptfressfeinden der Skunks.

Unter den Fressfeinden des Ferkelskunks spielen vor allem größere Raubtiere eine Rolle. Dabei handelt es sich insbesondere um Hunde wie Haushunde und Kojoten (Canis latrans), den Rotfuchs (Vulpes vulpes), den Graufuchs (Urocyon cinereoargenteus) und den Silberdachs (Taxidea taxus) sowie unter den Katzen um Puma (Puma concolor) und Rotluchs (Lynx rufus). Hinzu kommen Greifvögel wie Steinadler (Aquila chrysaetos) und Weißkopfseeadler (Haliaeetus leucocephalus) sowie Eulen wie der Virginia-Uhu (Bubo virginianus). Bei all diesen Beutegreifern handelt es sich um opportunistische Jäger, die Skunks neben zahlreichen anderen Tieren erbeuten, auf Skunks spezialisierte Fressfeinde gibt es nicht.
Wie andere Raubtiere sind Ferkelskunks Träger und Wirte zahlreicher Parasiten, darunter Flöhe und Zecken als Ektoparasiten. Hinzu kommen Bandwürmer, von denen Arten der Gattungen Oochoristica und Mesocestoides sowie als Art Mathevotaenia mephitis nachgewiesen sind, Fadenwürmer wie Filaroides milksi, Filaria martis, Filaria taxidaea, Physaloptera maxillaris, Physaloptera rara und nicht näher bestimmte Gongylonema sowie Kratzwürmer wie Macracanthorhynchus ingens, Oncicola canis und Pachysentis canicola.

## Evolution und Systematik

### Fossilbefund und Evolution
Die Radiation der Arten innerhalb der Weißrüsselskunks fand vor etwa 11,2 Millionen Jahren statt. Damit erfolgte eine Einwanderung auf den südamerikanischen Kontinent lange vor der Bildung der zentralamerikanischen Landbrücke vor etwa 3 Millionen Jahren. Die ältesten bekannten Fossilien der Weißrüsselskunks stammen von Conepatus sanmiguelensis  aus dem frühen Pliozän Zentralmexikos vor etwa 3 bis 4 Millionen Jahren. In Südamerika ist die Gattung erstmals vor etwa 2,5 Millionen Jahren in Argentinien nachgewiesen. Fossile Überreste des Ferkelskunks wurden seit dem späten Pleistozän in Florida, New Mexico und Nuevo León, Mexiko, nachgewiesen.

### Systematik

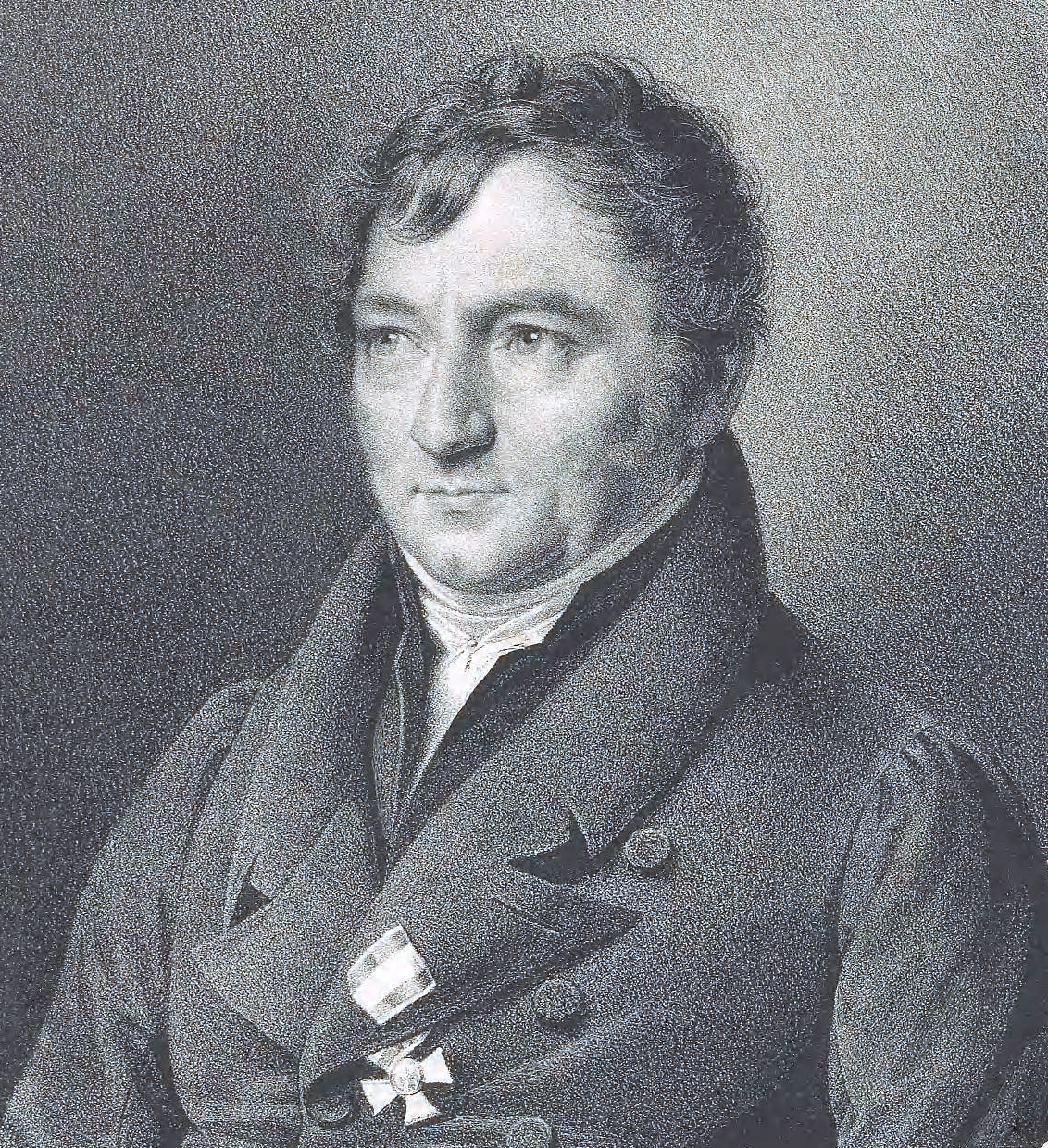
Martin Hinrich Lichtenstein

Der Ferkelskunk wird als eigenständige Art innerhalb der Gattung der Weißrüsselskunks (Conepatus) eingeordnet, die aus vier Arten besteht.
Die wissenschaftliche Erstbeschreibung als Mephitis leuconota stammt von Martin Lichtenstein aus dem Jahr 1832 anhand eines Individuums vom Oberlauf des Rio Alvarado im mexikanischen Bundesstaat Veracruz. Lichtenstein, der spätere erste Direktor des Berliner Zoologischen Gartens, war zu diesem Zeitpunkt Professor auf dem Lehrstuhl für Zoologie an der Universität zu Berlin sowie Direktor des Zoologischen Museums in Berlin. Er stellte die Art gemeinsam mit einer weiteren, heute mit dem Ferkelskunk synonymisierten Art Mephitis mesoleuca sowie zahlreichen weiteren Tierarten in seiner Sammlung Darstellung neuer oder wenig bekannter Säugethiere in Abbildungen und Beschreibungen : von fünf und sechzig Arten auf funfzig colorirten Steindrucktafeln nach den Originalen des Zoologischen Museums der Universität zu Berlin vor, die in 10 Heften von 1827 and 1834 erschien und von Franz Krüger und F. A. Schmidt illustriert wurde. Die Gattung Conepatus wurde 1837 von John Edward Gray erstmals wissenschaftlich beschrieben, der als Typusart den ebenfalls von ihm in diesem Jahr erstbeschriebenen Patagonischen Skunk wählte und dieser Gattung 1865 auch den Ferkelskunk unter dem Synonym Conepatus nasutus zuordnete. Seit der Erstbeschreibung erfolgten zahlreiche weitere Artbeschreibungen, die heute als Synonyme des Ferkelskunks und seiner Unterarten betrachtet werden. Zudem wurde der Name Conepatus mapurito lange Zeit als gemeinsamer Name aller Weißrüsselskunks verwendet und somit auch der Ferkelskunk dieser Art zugeschlagen.
Es werden drei Unterarten des Ferkelskunks unterschieden:
- Conepatus leuconotus leuconotus (Lichtenstein, 1832), Nominatform – Vereinigte Staaten (Texas, New Mexico, Arizona), Mexiko, Guatemala, Honduras, Nicaragua
- Conepatus leuconotus figginsi F. W. Miller, 1925 – Vereinigte Staaten: Colorado, Oklahoma
- Conepatus leuconotus telmalestes Bailey, 1905 – Vereinigte Staaten: südöstliches Texas (vermutlich ausgestorben)

Innerhalb der Weißrüsselskunks stellt der Ferkelskunk die Schwesterart des Anden-Skunks (Conepatus chinga) dar, diesen beiden werden die verbleibenden Arten Patagonischer Skunk (Conepatus humboldtii) und Amazonas-Skunk (Conepatus semistriatus) als gemeinsames Taxon gegenübergestellt. In ihrer Gesamtheit stellen die Weißrüsselskunks die Schwestergruppe der in Nord- und Mittelamerika verbreiteten Gattungen der Streifenskunks (Mephitis) und Fleckenskunks (Spilogale) dar.

### Namensgebung
Der Artname leuconotus leitet sich von den griechischen Wörtern leuco für weiß und nota oder notum für Rücken ab, bezieht sich also auf den weißen Rücken der Tiere. Der Gattungsname Conepatus ist von der spanischen Bezeichnung conepate oder conepatl für Skunks abgeleitet. Conepatl wiederum könnte sich aus dem Wort nepantla der aztekischen Sprache Nahuatl entwickelt haben, das einen unterirdischen Bau benennt.

## Gefährdung und Schutz
Der Ferkelskunk wird von der International Union for Conservation of Nature and Natural Resources (IUCN) aufgrund des relativ großen Verbreitungsgebiets sowie der Anpassungsfähigkeit an unterschiedliche Lebensräume als nicht gefährdet („least concern“) eingestuft. Vor allem im Norden des Verbreitungsgebietes kam es jedoch in den letzten Jahrzehnten zu einem sehr starken Rückgang und in Texas ist die Art regional sehr selten geworden, sodass eine Neubewertung anhand aktueller Bestandszahlen notwendig ist.
Historisch kam die Art wahrscheinlich in einem weit größeren Gebiet der südlichen USA vor. Ein starker Rückgang wurde besonders für den Süden von Texas verzeichnet, wo mit dem Aussterben einiger Populationen gerechnet wird. Nur sieben Prozent aller Museumsexemplare aus dieser Region stammen aus der Zeit nach 1950 und in weiten Teilen des Bundesstaates, in denen die Art früher häufig war wie im Rio Grande Valley, ist sie selten oder nicht mehr anzutreffen. Die Unterart C. l. telmalestes im östlichen Texas ist wahrscheinlich bereits ausgestorben, die letzten Funde stammen aus dem Jahr 1905. In Colorado wurde 1996 ein Fußabdruck gefunden, außerdem liegen zwei jüngere Schädelfunde von 1997 und 2000 vor; weitere Nachweise für ein Vorkommen der Art in Colorado fehlen und das jüngste vollständige Museumsexemplar stammt aus dem Jahr 1932. Über Totfunde („Roadkills“) konnten in den letzten Jahren allerdings einige Individuen in der Golfregion vom Süden Texas bis nach Mexiko nachgewiesen werden und eine genetische Untersuchung legt mehrere Populationen und ein häufigeres Vorkommen als angenommen nahe.
Gefährdungen für die Art bestehen vor allem durch den starken Rückgang und die Fragmentierung geeigneter Lebensräume für die Art sowie die Konkurrenz mit sich ausbreitenden Beständen des Wildschweins (Sus scrofa) und des Streifenskunks (Mephitis mephitis). Hinzu kommen Verluste durch den Straßenverkehr und die Schädlingskontrolle durch Pestizide, die sowohl den Skunk direkt wie auch die von ihm als Nahrung benötigten Insekten betreffen. Im Norden des Verbreitungsgebietes wird das für diese Art notwendige Buschland zunehmend in landwirtschaftliche Flächen umgewandelt, so dass dort ein sehr starker Rückgang der Ferkelskunks verzeichnet wird. In Teilen des Verbreitungsgebietes, in denen auch der Streifenskunk vorkommt, kann es zu Verwechslungen bei der Jagd kommen. Streifenskunks sind häufig und werden als Pelztiere gejagt, auch in Gebieten, in denen beide Arten vorkommen.
Die Art ist nicht durch den Endangered Species Act geschützt und in den amerikanischen Bundesstaaten variiert der Schutzstatus. So gilt der Ferkelskunk in Arizona als Raubtier und in Texas als Pelztier, in beiden Bundesstaaten kann er über das gesamte Jahr legal bejagt werden. In Colorado und New Mexico ist er dagegen nicht zur Jagd freigegeben und in Oklahoma steht er unter Artenschutz. Dabei wird die Art in Colorado als kritisch gefährdet und in New Mexico und Oklahoma als gefährdet eingeordnet, in Texas und in Oklahoma gelten die Bestände dagegen als sicher. Beim United States Forest Service wird der Ferkelskunk als gefährdet im gesamten US-amerikanischen Verbreitungsgebiet eingeschätzt.

## Belege
1. 1 2 3 4 5 6 7 8  J.W. Dragoo: American Hog-nosed Skunk Conepatus leuconotus. In: Don E. Wilson, Russell A. Mittermeier (Hrsg.): Handbook of the Mammals of the World. Volume 1: Carnivores. Lynx Edicions, Barcelona 2009; ISBN 978-84-96553-49-1, S. 555–556.
2. 1 2 3 4 5 6 7 8 9 10 11 12 13 14 15 16 17 18 19 20 21 22 23 24 25 26  Jerry W. Dragoo, Steven R. Sheffield: Conepatus leuconotus (Carnivora: Mephitidae). In: Mammalian Species. Band 827, 2009, S. 1–8, doi:10.1644/827.1.
3. 1 2 3  Jerry W. Dragoo, Rodney L. Honeycutt, David J. Schmidly: Taxonomic status of White-backed Hog-nosed Skunks, genus Conepatus (Carnivora: Mephitidae). Journal of Mammalogy 84 (1), 2003; S. 159–176, doi:10.1644/1545-1542(2003)084<0159:TSOWBH>2.0.CO;2
4. ↑  P.L. Perelman, A.S. Graphodatsky, J.W. Dragoo, N.A. Serdyukova, G. Stone, P. Cavagna, A. Menotti, W. Nie, P.C. O’Brien, J. Wang, S. Burkett, K. Yuki, M.E. Roelke, S.J. O’Brien, F. Yang, R. Stanyon: Chromosome painting shows that skunks (Mephitidae, Carnivora) have highly rearranged karyotypes. Chromosome Research 16 (8), 2008; S. 1215–1231, doi:10.1007/s10577-008-1270-2
5. 1 2 3 4  Conepatus leuconotus in der Roten Liste gefährdeter Arten der IUCN 2008. Eingestellt von: A.D. Cuarón, F. Reid, F. K. Helgen, 2008. Abgerufen am 23. August 2013.
6. ↑  Wesley A. Brashear, Robert C. Dowler, Gerardo Ceballos: Climbing as an Escape Behavior in the American Hog-Nosed Skunk, Conepatus leuconotus. Western North American Naturalist 70(2), 2010; S. 258–260, doi:10.3398/064.070.0217
7. 1 2 3  Katrin Nyakatura, Olaf RP Bininda-Emonds: Updating the evolutionary history of Carnivora (Mammalia): a new species-level supertree complete with divergence time estimates. BMC Biology 10, 2012, doi:10.1186/1741-7007-10-12
8. ↑  Xiaoming Wang, Óscar Carranza-Castañeda: Earliest hog-nosed skunk, Conepatus (Mephitidae, Carnivora), from the early Pliocene of Guanajuato, Mexico and origin of South American skunks. Zoological Journal of the Linnean Society 154 (2), 2008; S. 386–407 doi:10.1111/j.1096-3642.2008.00411.x.
9. 1 2 3  Don E. Wilson & DeeAnn M. Reeder (Hrsg.): Conepatus leuconotus (Memento vom 4. März 2016 im Internet Archive) in Mammal Species of the World. A Taxonomic and Geographic Reference (3rd ed).
10. ↑  Darstellung neuer oder wenig bekannter Säugethiere in Abbildungen und Beschreibungen : von fünf und sechzig Arten auf funfzig colorirten Steindrucktafeln nach den Originalen des Zoologischen Museums der Universität zu Berlin / / von H. Lichtenstein. im Smithsonian Library Catalogue; abgerufen am 24. August 2013.
11. ↑  Joseph D. Holbrook, Randy W. DeYoung, Arturo Caso, Michael E. Tewes, John H. Young: Hog-Nosed Skunks (Conepatus leuconotus) Along the Gulf of Mexico: Population Status and Genetic Diversity full access. The Southwestern Naturalist 57(2), 2012; S. 223–225, doi:10.1894/0038-4909-57.2.223
12. 1 2  Carron A. Meaney, Anne K. Ruggles, Gary P. Beauvais: American Hog-nosed Skunk (Conepatus leuconotus): A Technical Conservation Assessment. Erstellt im Auftrag des USDA Forest Service, Rocky Mountain Region, Species Conservation Project, Dezember 2006 (Volltext (Memento vom 17. August 2011 im Internet Archive); PDF; 1,3 MB)